# Sporrgås
Sporrgås (Plectropterus gambensis) är en stor afrikansk fågel inom familjen änder. Arten tros vara besläktad med svanar, gäss och gravänderna, men skiljer sig från dessa genom en rad distinkta anatomiska särdrag, och placeras därför i den egna underfamiljen Plectropterinae. 

## Utbredning och systematik
Sporrgåsen beskrevs taxonomiskt första gången 1766 av Carl von Linné under det vetenskapliga namnet Anas gambensis. 1824 flyttades den till det egna släktet Plectropterus av James Francis Stephens. Under ganska lång tid placerades sporrgåsen i papperskorgstaxonet trädänder.
Arten förekommer vid våtmarker över hela subsahariska Afrika. Vissa populationer är flyttfåglar som vid torrperioden flyttar hundratals kilometer för att finna vatten. Den delas upp i två underarter:
- Plectropterus gambensis gambensis – nominatformen förekommer från Gambia till Etiopien och söderut till Zambezifloden.
- Plectropterus gambensis niger – förekommer söder om Zambezifloden, från Namibia och Zimbabwe till Kapprovinsen.

## Utseende

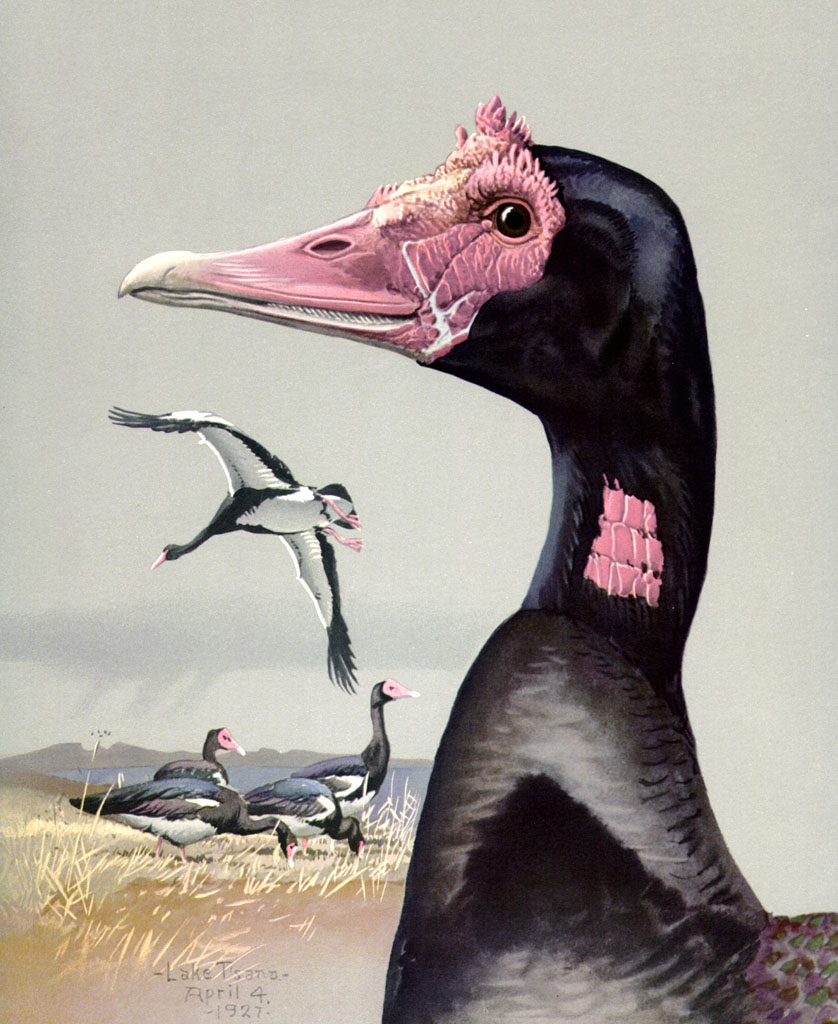
Illustration av adult hane i häckningsdräkt.

Den adulta sporrgåsen mäter 75–115 centimeter och väger i genomsnitt 4-6,8 kilogram, men kan sällsynt väga upp till 10 kilogram, och hanarna är mycket större än honorna. Vingspannet är 150–200 cm och den har en sporre på vingknogen. Sporrgåsen är den största afrikanska sjöfågeln och är, i genomsnitt, världen största "gås". Fjäderdräkten är övervägande svart, och den har vitt ansikte och stora vita partier på framkanten av ovan- och undersidan vingen. De långa benen är köttfärgade. 

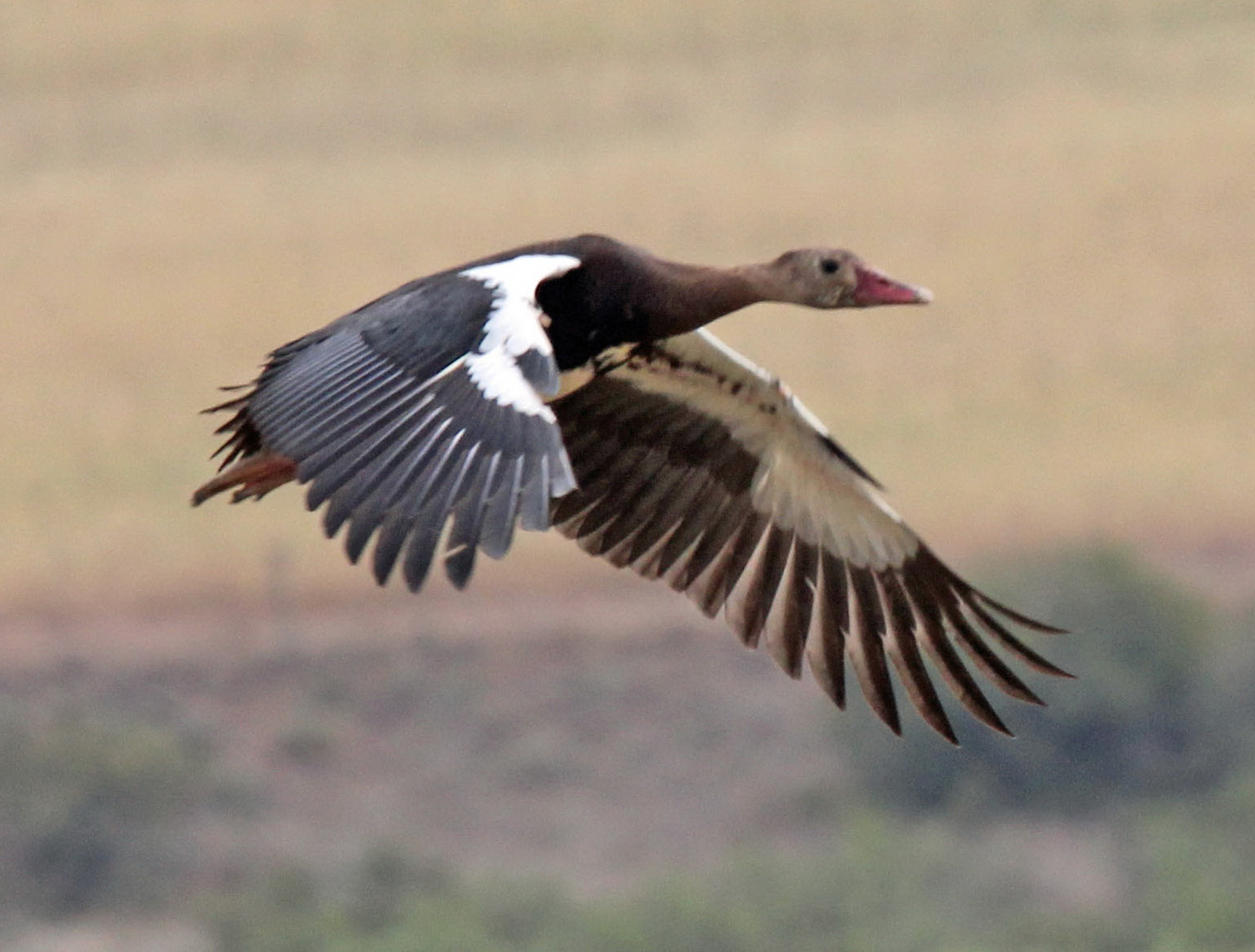

Nominatformen P. g. gambensis har mycket vitt på buk och kroppssidorna medan den mindre P. g. niger bara har ett litet vitt parti på buken.
Hanen skiljer sig från honan, inte bara i storlek, utan även genom en knöl i pannan. I häckningsdräkt har även hanen ett stort rött köttigt parti i ansiktet som sträcker sig från basen av den röda näbben och även ned på halsen. Juvenilens fjäderdräkt är varmt brun och svart och den saknar de vita partierna i ansiktet och på vingarna. 
Arten är tystlåten men kan ge ifrån sig en tunn vissling i flykten.

## Ekologi
Sporrgåsen häckar som enstaka par under eller mot slutet av regnperioden, det förekommer dock att den födosöker i mindre flockar under häckningen. Den bygger ett stort rede som ofta döljs i tät vegetation i närheten av vatten, men redet placeras också ofta i trädhålor, andra håligheter och övergivna bon av exempelvis skuggstork. Vingsporren används ibland under kamp för att avgöra dispyter. Efter häckningsperioden, i början av torrperioden, samlas de i stora flockar, då de ruggar sina vingpennor varför de blir flygoförmögna under cirka 50 dagar. Hanarna ruggar före honorna.
Sporrgåsen lever främst av att beta vegetation på land, som sädesslag, gräs och vattenväxter, men tar även frön, frukt och sötpotatis, och mer sällsynt även småfisk och insekter. Den tillbringar långa stunder vilande på vattnet. Vintertid vilar den på dagarna och födosöker tidigt på morgonen, i skymningen eller på natten.

## Status och hot
Arten har ett stort utbredningsområde och en stor population, och tros öka i antal. Utifrån dessa kriterier kategoriserar internationella naturvårdsunionen IUCN arten som livskraftig (LC).

## Namn
På svenska har fågeln även kallats sporrvingad gås.